# William Hastie

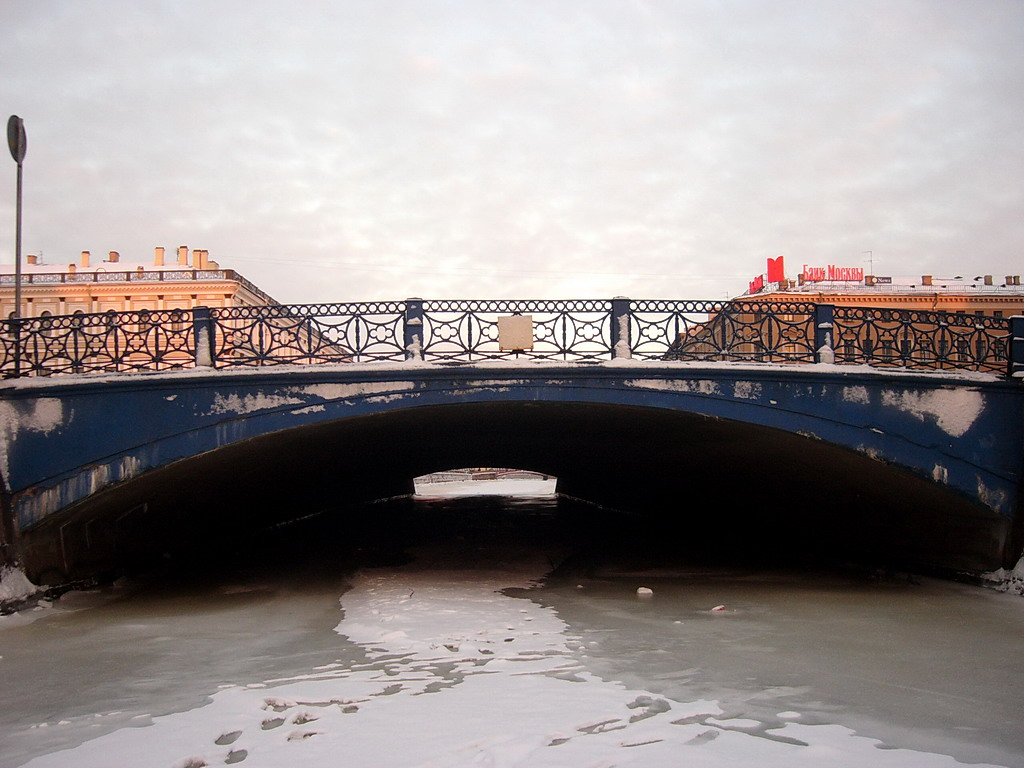
William Hasties Blåa bro i Sankt Petersburg.

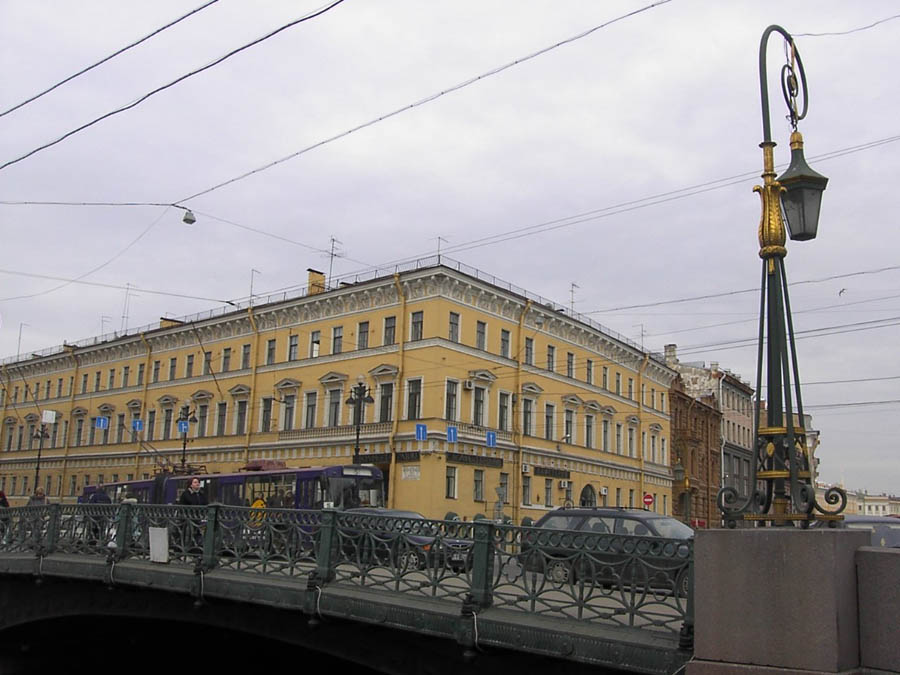
William Hasties Gröna bro i Sankt Petersburg

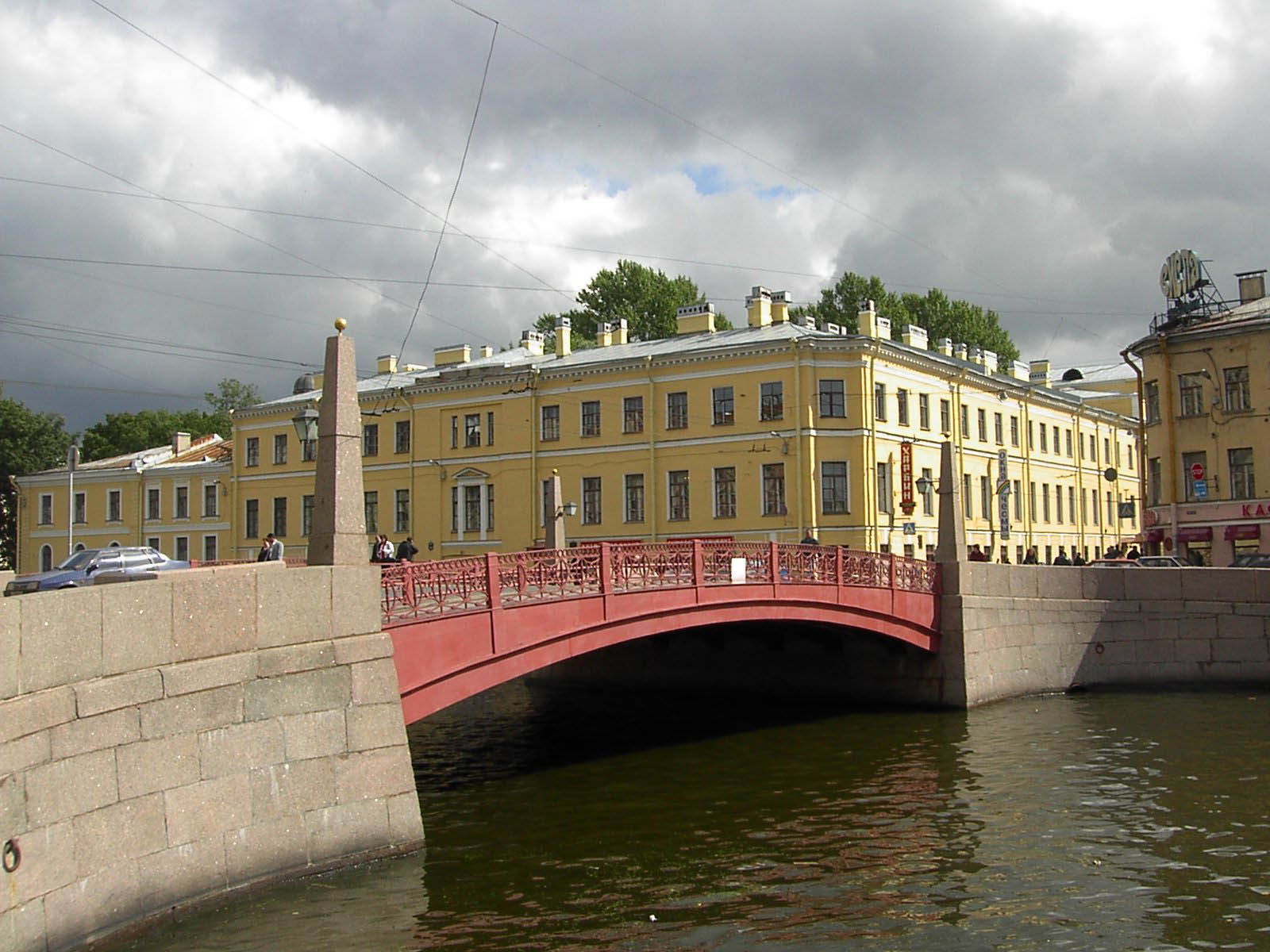
William Hasties Röda bro i Sankt Petersburg

William Hastie (ryska: Василий Иванович Гесте) född 1753 eller 1763 i Skottland - 4 juni 1832 i Tsarskoje Selo, Ryssland) var en rysk arkitekt, civilingenjör och stadsplanerare av skotsk härkomst. Hans namn ses ibland translitterad tillbaka från ryska som William Heste och Vasily Heste.
William Hastie föddes antingen 1753 eller 1763. (En tjänst lista från år 1822 listor Hastie som 69, alltså 1753, men Peterburgs Necropolis listor honom som född 1763). Han kom till Ryssland 1784 med en grupp av 73 skotska hantverkare, utskickad och avlönade i Edinburgh av Charles Cameron, för att arbeta på byggarbetsplatser i Tsarskoe Selo. Av den stora grupp skottar var det Hastie och Adam Menelaws som gjorde de mest lysande karriärer de blev båda kända arkitekter i Ryssland.
Hastie återvände aldrig till Skottland, i stället började han i 1792 tjänstgöra vid Katarina IIs kansli, han designade modellbyggnader för masskonstruktion. I juli 1795 började han arbeta som chefsarkitekt på Jekaterinoslav (nu Dnipro) regerings administration. Det var i synnerhet på Krim som Hastie då var verksam. Hastie lämnade Jekaterinoslavområdet i juni 1799, men återvände dit på 1810-talet, och var då var mannen bak de stadsplaner för Jekaterinoslav, som godkändes 1817 och som följdes under hela 1800-talet.
Efter sin tjänstgöring i Jekaterinoslav, drog han till Sankt Petersburg i 1803, och anslöt sig till Charles Gascoigne som hans assistent på byggarbetsplatsen av Izhorsky Zavod utan för Sankt Petersburg. Hastie utarbetade och byggde anläggningens kontorsbyggnad och tillsammans med Gascoigne, byggde han dammen över Izhora floden. I Izhorsky Zavod förvärvade Hastie praktiska kunskaper i metallbearbetning och brobyggning.
I februari 1805 återvände Hastie till Sankt Petersburg och fick till uppgift att bygga broar över stadens små floder. Hastie byggde blåa, gröna, röda broarna samt Kyssarnas bro (Potseluev-bron). De var de första broarna i Sankt Petersburg som byggdes av gjutjärn. Från 1808 till 1832 var Hastie chefsarkitekt i Tsarskoe Selo. Han skapade den allmänna planen för byggandet i staden. Från 1810 var Hastie var inblandad i konstruktioner i de flesta städerna i Ryssland. Efter branden i Moskva 1812, som förstörde tre fjärdedelar av staden, var Hastie först med att föreslå en detaljerad plan för återuppbyggning och modernisering av staden. William Hastie avled den 4 juni 1832.

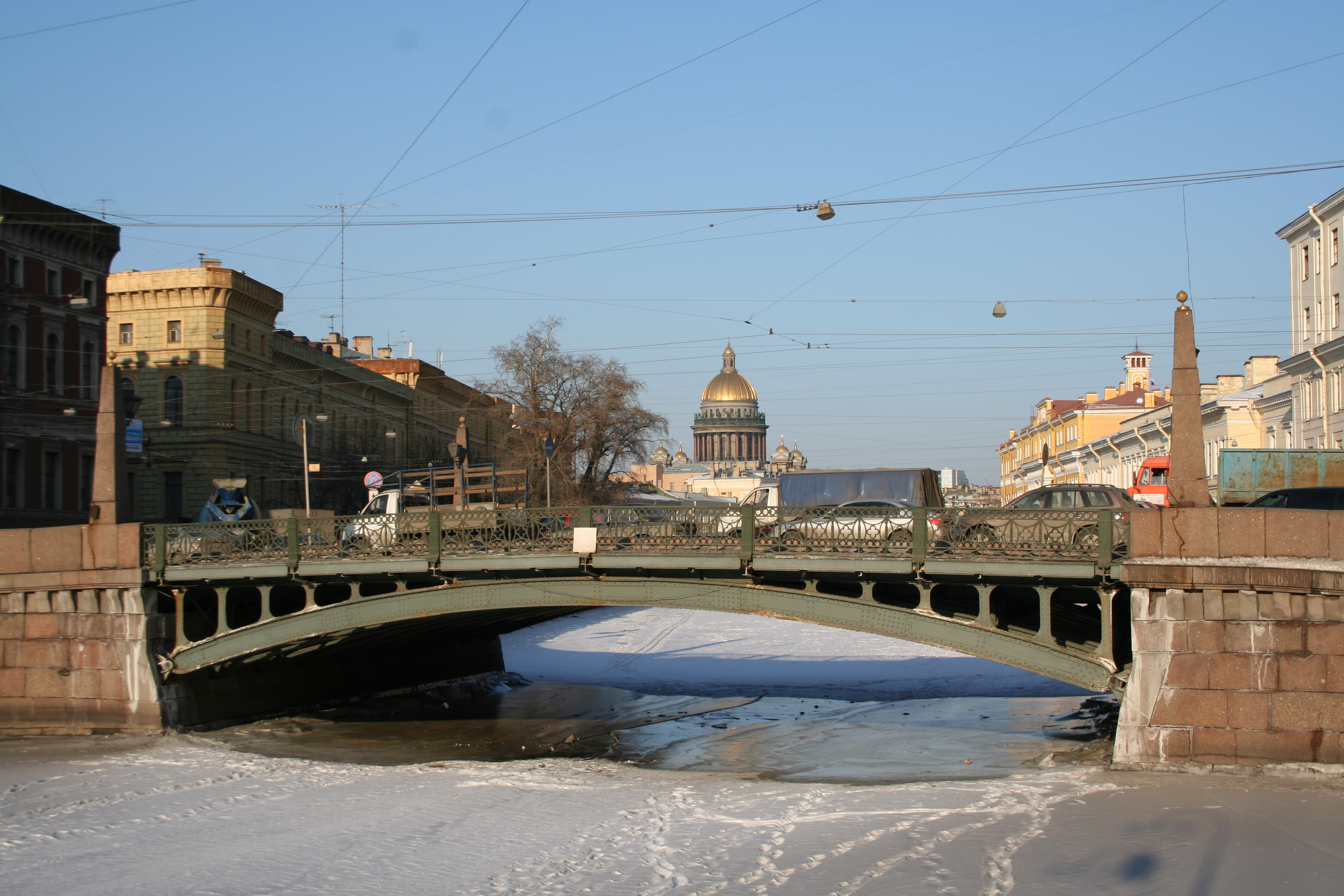
William Hasties Kyssarnas bro i Sankt Petersburg.